# Březina (kraj pardubicki)
Březina – gmina w Czechach, w powiecie Svitavy, w kraju pardubickim. Według danych z dnia 1 stycznia 2014 liczyła 354 mieszkańców.